# Mecometopus mniszechii
Mecometopus mniszechii là một loài bọ cánh cứng trong họ Cerambycidae.